# Пікаюн (Міссісіпі)
Пікаюн (англ. Picayune) — місто (англ. city) в США, в окрузі Перл-Рівер штату Міссісіпі. Населення — 11 885 осіб (2020).

## Географія
Пікаюн розташований за координатами 30°31′44″ пн. ш. 89°40′43″ зх. д. / 30.52889° пн. ш. 89.67861° зх. д. (30.528891, -89.678510).  За даними Бюро перепису населення США в 2010 році місто мало площу 33,68 км², з яких 33,56 км² — суходіл та 0,13 км² — водойми.

## Демографія
Згідно з переписом 2010 року, у місті мешкало 10 878 осіб у 4316 домогосподарствах у складі 2852 родин. Густота населення становила 323 особи/км².  Було 4891 помешкання (145/км²).
Расовий склад населення:
| - 59,3 % — білих - 36,7 % — чорних або афроамериканців - 0,6 % — азіатів - 0,3 % — корінних американців - 1,1 % — осіб інших рас |

До двох чи більше рас належало 1,9 %. Частка іспаномовних становила 3,1 % від усіх жителів.
За віковим діапазоном населення розподілялося таким чином: 25,8 % — особи молодші 18 років, 59,0 % — особи у віці 18—64 років, 15,2 % — особи у віці 65 років та старші. Медіана віку мешканця становила 36,4 року. На 100 осіб жіночої статі у місті припадало 87,0 чоловіків;  на 100 жінок у віці від 18 років та старших — 83,5 чоловіків також старших 18 років.
Середній дохід на одне домашнє господарство  становив 45 158 доларів США (медіана — 34 923), а середній дохід на одну сім'ю — 52 626 доларів (медіана — 47 552). Медіана доходів становила 41 791 долар для чоловіків та 26 884 долари для жінок. За межею бідності перебувало 23,7 % осіб, у тому числі 31,9 % дітей у віці до 18 років та 18,1 % осіб у віці 65 років та старших.
Цивільне працевлаштоване населення становило 3989 осіб. Основні галузі зайнятості: освіта, охорона здоров'я та соціальна допомога — 22,4 %, роздрібна торгівля — 18,6 %, науковці, спеціалісти, менеджери — 10,8 %, виробництво — 9,6 %.